# Napadač
 Ovo je glavno značenje pojma Napadač. Za druga značenja pogledajte Napadač (nogomet).
Napadač je onaj koji napada, onaj čiji je cilj djelovanja napad. 
Napadač može djelovati unutar taktičkog bojnog djelovanja u svrhu razbijanja protivnika. U športskim igrama i borilačkim športovima napadač dopuštenim sredstvima nastoji ugroziti protivnika, zadati udarac ili postići pogodak. 